# مسجد آقایان
مسجد آقایان میامی مربوط به دوره قاجار است و در شهرستان شاهرود، بخش میامی، شهر میامی واقع شده و این اثر در تاریخ ۳ خرداد ۱۳۸۶ با شمارهٔ ثبت ۱۹۱۴۴ به‌عنوان یکی از آثار ملی ایران به ثبت رسیده است.